# Mercedes Schulte
Mercedes Schulte (n. 16 februarie 1999) este o sportivă ce a reprezentat Austria. A participat la Jocurile Olimpice de Tineret din 2016 în care a câștigat o medalie de argint în proba de bob.

## Participări
Lista de mai jos prezintă principalele competiții la care a participat Mercedes Schulte de-a lungul carierei.
- Jocurile Olimpice de Tineret 2016[2]